# Atelerix albiventris
El erizo de vientre blanco, erizo pigmeo africano o erizo de cuatro dedos (Atelerix albiventris) es una especie de mamífero erinaceomorfo de la familia Erinaceidae. Es un pequeño erizo originario de gran parte del África subsahariana, desde Senegal y Mauritania al oeste hasta Sudán al este y por el sur hasta Zambia. Las poblaciones tienden a esparcirse entre hábitats apropiados de sabana y campos de cultivos, evitando las zonas boscosas.

## Descripción física

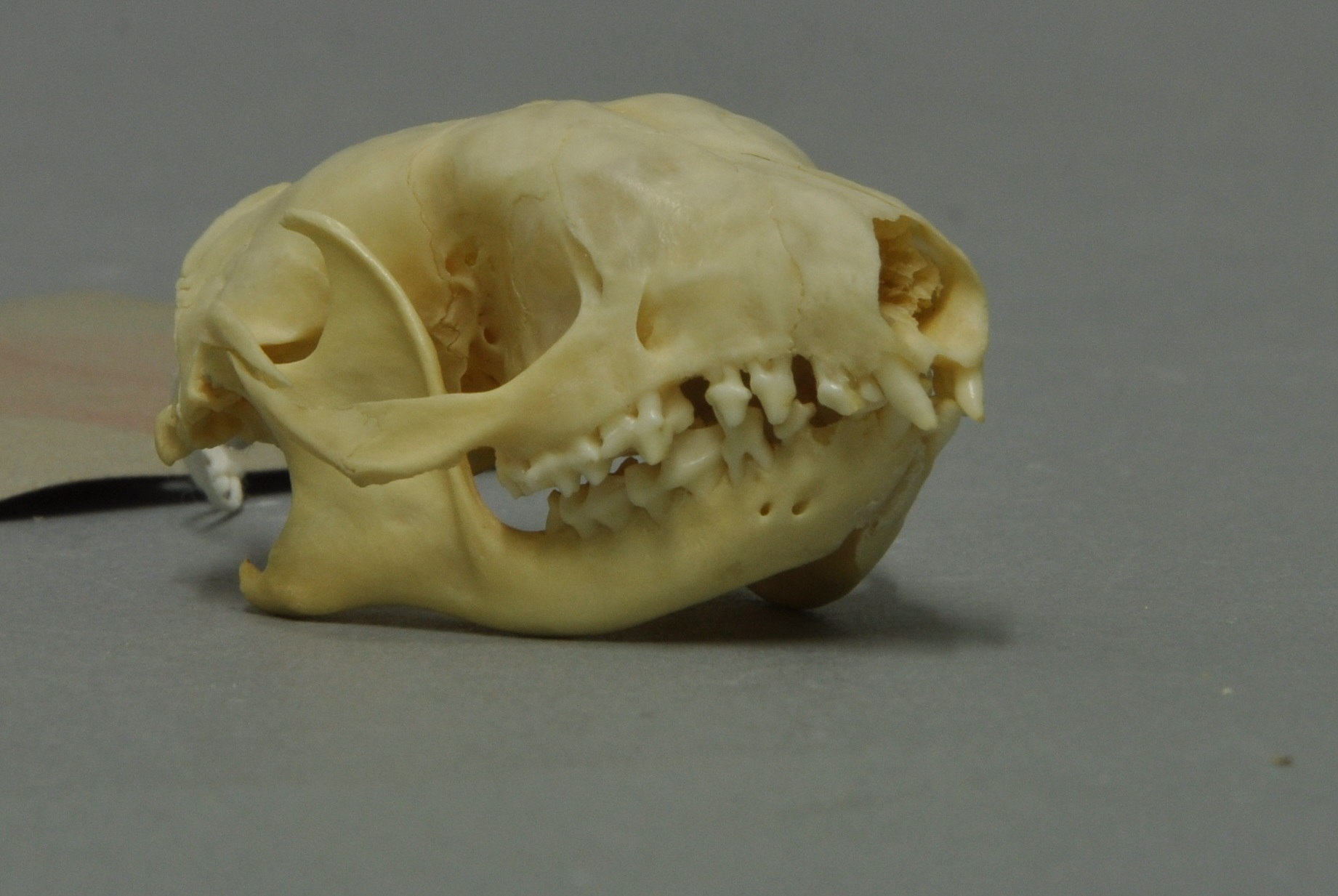
Cráneo del Erizo de vientre blanco.

El erizo de vientre blanco es un animal de cuerpo oval de entre 15 y 25 cm de longitud y un peso de entre 350 y 700 gramos. Las hembras suelen ser más grandes que los machos. Sus patas son cortas, tiene una larga nariz y ojos pequeños. Su color puede variar mucho , pero su color más típico es el  marrón o gris con espinas de color blanco o crema. La piel es suave en su bajo vientre y su rostro. Su rostro habitualmente presenta una coloración más oscura, gris o negro, o es del mismo color que su parte inferior, que suele ser blanco.
Se diferencian principalmente de otras especies del género por carecer de hallux, el dedo gordo del pie, por lo que poseen solo cuatro dedos en las patas posteriores, manteniendo los cinco en las anteriores.

## Reproducción
El erizo de vientre blanco no entra en celo en cualquier época del año, ovulan cuando las condiciones son correctas y hay presente un erizo del  sexo masculino, que suele ser durante la temporada de lluvias cuando la comida es abundante. Los machos se acercan a la hembra y hacen la corte sobre ella con altas vocalizaciones. La gestación dura aproximadamente 35 días. Las crías nacen cubiertas para proteger a la madres de sus espinas , que ya están presentes desde el nacimiento, aunque les lleva algún tiempo controlar los músculos que las mueven. Suelen tener 3 o 4 crías en cada camada, pero pueden llegar a tener hasta 8. Las crías son destetadas a las 6 semanas y se separan de la madre poco tiempo después, alcanzando la madurez sexual a los 2 o 3 meses de edad.

## Impacto ecológico
Debido a su potencial colonizador y constituir una amenaza grave para las especies autóctonas, los hábitats o los ecosistemas, esta especie ha sido incluida en el Catálogo Español de Especies Exóticas Invasoras, regulado por el Real Decreto 630/2013, de 2 de agosto, estando prohibida en España su introducción en el medio natural, posesión, transporte, tráfico y comercio.